# Pickle Lake Airport
Pickle Lake Airport är en flygplats i Kanada. Den ligger i den sydöstra delen av landet, 1 300 km nordväst om huvudstaden Ottawa. Pickle Lake Airport ligger 386 meter över havet. Den ligger vid sjöarna  Graveyard Lake och Pickle Lake.
Terrängen runt Pickle Lake Airport är platt. Trakten runt Pickle Lake Airport är nära nog obefolkad, med mindre än två invånare per kvadratkilometer.. Närmaste större samhälle är Pickle Lake, 5,1 km nordost om Pickle Lake Airport. 
I omgivningarna runt Pickle Lake Airport växer i huvudsak barrskog.